# Madrid Bravos
Madrid Bravos es un equipo profesional español de fútbol americano con sede en Madrid que compite en la European League of Football y que disputa sus partidos oficiales en el Estadio de Vallehermoso, del barrio homónimo del distrito de Chamberí, en el oeste de la capital española.

## Historia
Gracias a las expansiones anunciadas de cada temporada de la European League of Football, Madrid buscaba pujar por una plaza creando una franquicia hecha a medida con aportes de los tres equipos de futbol americano con sede en Madrid: Las Rozas Black Demons, los Rivas Osos y los Coslada Camioneros, así como incorporaciones puntuales para poder competir en la máxima categoría de futbol americano en suelo europeo.
Finalmente, en septiembre de 2023 se confirmó lo que desde mayo era un rumor, Madrid contaría con su primera franquicia profesional de fútbol americano, que sería a su vez la segunda de la península ibérica en la competición, pues la ELF cuenta con la franquicia de los Barcelona Dragons desde su fundación en 2020.
El nuevo equipo español de la ELF se nombró Madrid Bravos y su lema se presentó como: Stampede to victory (en inglés: estampida a la victoria). En el acto de presentación, también se indicaron los colores principales del uniforme: rojo, negro y gris, y se enseñó asimismo el casco que utilizarían durante su primera temporada, el cual incluía guiños identitarios de la Comunidad de Madrid como un detalle de las 7 estrellas de la Bandera de la Comunidad.

## Temporada 2024
Para su primera temporada, los Madrid Bravos tendrán que esperar a la segunda semana de liga para debutar en la competición. El debut tendrá lugar el sábado 1 de junio de 2024 en su estadio con un derbi español ante los veteranos Barcelona Dragons en un partido interconferencias, ya que los de Madrid quedarán asignados en la Conferencia Occidental (Western Conference); mientras que los de Barcelona se encuentran en la Conferencia Central (Central Conference).
| Semana  | Tipo               | Equipo local       | Resultado          | Equipo visitante   | Estadio                             | Espectadores       |
| ------- | ------------------ | ------------------ | ------------------ | ------------------ | ----------------------------------- | ------------------ |
| 01      | Semana de descanso | Semana de descanso | Semana de descanso | Semana de descanso | Semana de descanso                  | Semana de descanso |
| 02      | IC                 | Madrid Bravos      | 42 - 12            | Barcelona Dragons  | Estadio de Vallehermoso (Madrid)    | 2071               |
| 03      | WC                 | Rhein Fire         | 10 - 22            | Madrid Bravos      | Niederrheinstadion (Oberhausen)     | 8146               |
| 04      | WC                 | Cologne Centurions | 24 - 35            | Madrid Bravos      | Tivoli Stadion (Aquisgrán)          | 1798               |
| 05      | Semana de descanso | Semana de descanso | Semana de descanso | Semana de descanso | Semana de descanso                  | Semana de descanso |
| 06      | WC                 | Madrid Bravos      | 15 - 40            | Rhein Fire         | Estadio de Vallehermoso (Madrid)    | 1946               |
| 07      | WC                 | Madrid Bravos      | 46 - 15            | Frankfurt Galaxy   | Estadio de Vallehermoso (Madrid)    | 1102               |
| 08      | IC                 | Barcelona Dragons  | 0 - 54             | Madrid Bravos      | Estadi Municipal (Badalona)         | 1900               |
| 09      | WC                 | Madrid Bravos      | 13 - 29            | Paris Musketeers   | Estadio de Vallehermoso (Madrid)    | 983                |
| 10      | WC                 | Madrid Bravos      | 37 - 0             | Cologne Centurions | Estadio de Vallehermoso (Madrid)    | 954                |
| 11      | WC                 | Madrid Bravos      | 52 - 9             | Hamburg Sea Devils | Estadio de Vallehermoso (Madrid)    | 1304               |
| 12      | WC                 | Frankfurt Galaxy   | 37 - 20            | Madrid Bravos      | PSD Bank Arena (Fráncfort del Meno) | 5222               |
| 13      | WC                 | Paris Musketeers   | 15 - 12            | Madrid Bravos      | Estadio Jean-Bouin (París)          | 3000               |
| 14      | WC                 | Hamburg Sea Devils | 13 - 63            | Madrid Bravos      | Stadion Šubićevac (Šibenik)         | 2532               |
| Playoff |                    |                    |                    |                    |                                     |                    |
| 15      | WC                 | Rhein Fire         | 40 - 10            | Madrid Bravos      | Niederrheinstadion (Oberhausen)     | 7149               |

## Temporada 2025
Con la mirada puesta en una nueva temporada, Madrid Bravos ya conoce a sus rivales para la próxima campaña. El equipo madrileño se enfrentará a algunos de los conjuntos más competitivos de Europa, como Frankfurt Galaxy o Raiders Tirol.

### División Sur: Un nuevo reto para Bravos
La División Sur contará con la presencia de Helvetic Mercenaries, Raiders Tirol y Munich Ravens, equipos con gran trayectoria y un estilo de juego que promete ponerle las cosas díciles a los Bravos. El formato de la temporada incluye enfrentamientos de ida y vuelta contra cada uno de estos oponentes, llevando a Madrid Bravos a ciudades como Zúrich, Innsbruck y Múnich. Estos encuentros no solo pondrán a prueba el talento del equipo madrileño, sino también su capacidad para superar ambientes hostiles en estadios rivales.

### Retos inter-divisionales: Hamburg Sea Devils, Enthroners y Frankfurt Galaxy
Además de los duelos en su división, Madrid Bravos se medirá también a tres potencias de otras divisiones: Hamburg Sea Devils, Enthroners y Frankfurt Galaxy. Estos enfrentamientos, también a ida y vuelta, añaden un nivel extra de dificultad al calendario, pero también ofrecen la oportunidad de medir fuerzas contra algunos de los nombres más destacados del continente. Especial atención merece el duelo contra Frankfurt Galaxy, quienes se proclamaron campeones en la primera edición de la ELF y la temporada pasada ya ofrecieron una serie de duelos apasionantes frente a los madrileños.
| Semana  | Tipo               | Equipo local         | Resultado          | Equipo visitante     | Estadio                                 | Espectadores       |
| ------- | ------------------ | -------------------- | ------------------ | -------------------- | --------------------------------------- | ------------------ |
| 01      | ID                 | Madrid Bravos        | 13 - 12            | Hamburg Sea Devils   | Estadio de Vallehermoso (Madrid)        | 3366               |
| 02      | ID                 | Madrid Bravos        | 33 - 47            | Frankfurt Galaxy     | Estadio de Vallehermoso (Madrid)        | 2900               |
| 03      | SD                 | Madrid Bravos        | 47 - 35            | Helvetic Mercenaries | Estadio de Vallehermoso (Madrid)        | 2281               |
| 04      | ID                 | Fehevar Enthroners   | 7 - 45             | Madrid Bravos        | First Field (Székesfehervar)            | 1000               |
| 05      | SD                 | Raiders Tirol        | 35 - 34            | Madrid Bravos        | Tivoli Stadion (Innsbruck)              | 2911               |
| 06      | Semana de descanso | Semana de descanso   | Semana de descanso | Semana de descanso   | Semana de descanso                      | Semana de descanso |
| 07      | ID                 | Hamburg Sea Devils   | 0 - 57             | Madrid Bravos        | Stadion Hoheluft (Hamburg)              |                    |
| 08      | SD                 | Madrid Bravos        | 40 - 43            | Múnich Ravens        | Estadio de Vallehermoso (Madrid)        | 3064               |
| 09      | ID                 | Madrid Bravos        | 49 - 22            | Fehevar Enthroners   | Estadio de Vallehermoso (Madrid)        | 3069               |
| 10      | SD                 | Helvetic Mercenaries | 6 - 61             | Madrid Bravos        | Lidl Arena (Wil)                        | 1367               |
| 11      | SD                 | Madrid Bravos        | 54 - 28            | Raiders Tirol        | Estadio de Vallehermoso (Madrid)        | 3559               |
| 12      | Semana de descanso | Semana de descanso   | Semana de descanso | Semana de descanso   | Semana de descanso                      | Semana de descanso |
| 13      | SD                 | Múnich Ravens        | 30 - 27            | Madrid Bravos        | Sportpark Unterhaching (Unterhaching)   | 4585               |
| 14      | ID                 | Frankfurt Galaxy     | 32 - 47            | Madrid Bravos        | PSD Bank Arena (Fráncfort del Meno)     | 9569               |
| Playoff |                    |                      |                    |                      |                                         |                    |
| 15      | WC                 | Stuttgart Surge      | -                  | Madrid Bravos        | GAZI-Stadion auf der Waldau (Stuttgart) |                    |